# Trogloctenus briali
Trogloctenus briali là một loài nhện trong họ Ctenidae.
Loài này thuộc chi Trogloctenus. Trogloctenus briali được miêu tả năm 2004 bởi Ledoux.